# Док Холидеј
Док Холидеј (енгл. Doc Holliday), право име Џон Хенри Холидеј (енгл. John Henry Holliday; Грифин, 14. август 1851 — Гленвуд Спрингс, 8. новембар 1887) је био амерички коцкар, револвераш и зубар, најпознатији као пријатељ савезног маршала Вајата Ерпа и као учесник у Обрачуну код О. К. корала.

## Живот
Био је син Хенрија Бароуза Холидеја (енгл. Henry Burroughs Holliday), мајора америчке војске и Алис Џејн Макеј (енгл. Alice Jane McKay). Датум рођења Џона Холидеја, 14. август 1851, записан је у Библији његовог оца. Мајка му је умрла од туберкулозе 16. септембра 1866. Отац се након три мјесеца оженио са Рејчел Мартин (енгл. Rachel Martin).
Кратко после вјенчања, породица Холидеј се одселила у Валдосту у Џорџији, гдје је Џон похађао Институт Валдоста. Ту је учио реторику, граматику, математику, историју као и стране језике (латински, француски, грчки). Од 1870. наставио је школовање у зубарској школи у Филаделфији, гдје је 1. марта 1872. добио звање доктора.
Оболио је од туберкулозе у 21. години. Краћи период је имао приватну зубарску ординацију у Атланти, а потом се одлучио да крене на запад, надајући се да ће му сувља клима ублажити тегобе. Убрзо се одао и алкохолу. 1873. се настанио у Даласу, гдје је започео са професионалним коцкањем. Први пут је био ухапшен јануара 1875, после пуцњаве у салуну.
Умро је од посљедица туберкулозе 8. новембра 1887.